# Jaime Pérez Colemán

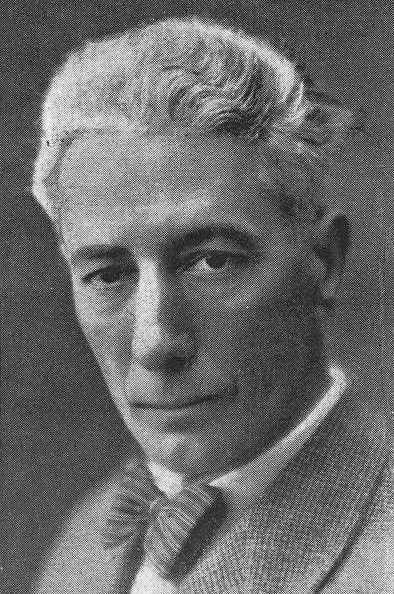
Fotografía de Jaime en Vida Gallega. 1932.

Jaime Pérez Coleman (1882 - Orense; 19 de diciembre de 1964) fue un catedrático y político español.

## Trayectoria
Fue catedrático de Literatura de los Institutos de Orense y Valencia. Fue presidente de la Diputación de Orense del 11 de julio de 1938 a octubre de 1939. Posteriormente fue Delegado de Educación Popular.